# Bryzgiel
Bryzgiel – wieś w Polsce położona w województwie podlaskim, w powiecie augustowskim, w gminie Nowinka. Leży na południowym brzegu jeziora Wigry, w Wigierskim Parku Narodowym.
Wieś duchowna położona była w końcu XVIII wieku w powiecie grodzieńskim województwa trockiego. W latach 1975–1998 miejscowość administracyjnie należała do województwa suwalskiego.

## Historia
W 1668 roku nad jezioro Wigry przybyli zakonnicy kameduli. W latach 1709–1710 w tej części Europy panowała epidemia zarazy i tereny się wyludniły. Wieś założyli na początku XVIII wieku kameduli z Wigier i zachęcali do osiedlania się nad Wigrami osadników z Mazowsza. Pierwsza wzmianka o wsi pochodzi z 1727 roku, że była to wioska rybacka. Pierwszymi osadnikami byli Bryzglowie z Tobołowa, zajmujący się smolarstwem, dlatego od rodziny Bryzglów, zaczęła się nazwa wsi Bryzgiel. 
Z powodu wycięcia lasów upadło smolarstwo, a miejscowe wsie: Bryzgiel, Gawrych Rudę i Maćkową Rudę przekształcono we wsie rolnicze, ale z powodu niskiej jakości gleb głównym zajęciem ludności było rybołówstwo. Z powodu trudnych warunków bytowych ludności, w 1740 roku, decyzją kamedułów, miejscowość została przekształcona w wieś czynszową, czyli opłaty za korzystanie z gruntu i połowy ryb. W 1789 roku we wsi było 14 zagród chłopskich, w których zamieszkiwało 96 osób.
Po trzecim rozbiorze Polski w 1795 roku, Bryzgiel znalazł się w zaborze pruskim. Prusacy w 1796 roku skonfiskowali dobra kamedułów wigierskich tworząc w 1800 roku ekonomię królów pruskich. Na przełomie XVIII i XIX wieku, a także w I połowie XIX wieku przeprowadzono reformy społeczno-gospodarcze i agrarne na wsiach, zmieniając ich układ przestrzenny zabudowy o rzędowej zabudowie wzdłuż drogi.
W latach 1807–1815 Bryzgiel znalazł się w Księstwie Warszawskim, w departamencie łomżyńskim, powiecie wigierskim. W latach 1815–1915 wieś była w zaborze rosyjskim tzw. Królestwie Polskim. W związku z uwłaszczeniem chłopów w Królestwie Polskim w 1864 roku, doszło do zagęszczenia zabudowy wsi, a grunty zostały bardzo rozdrobnione i dlatego konieczne stało się przeprowadzenie scalania i kolejnej przebudowy wsi. W 1875 roku na Suwalszczyźnie odbywały się już scalania gruntów. W 1880 roku w Bryzglu były 33 zagrody, których mieszkało 291 osób.
W 1915 roku Suwalszczyzna została przejęta przez wojska niemieckie, które okupowały ją do 22 sierpnia 1919 roku, a opuszczając przekazały ją Litwinom. W sierpniu 1919 roku wybuchło powstanie sejneńskie przeciw administracji litewskiej, i po kilku dniach walk tereny całej Suwalszczyzny zostały opanowane przez Polaków. 
W Bryzglu komasację rozpoczęto dopiero w 1928 roku. W okresie międzywojennym istotną rolę w życiu mieszkańców pełniło rybołówstwo. Pozwalało na zdobycie pożywienia bez względu na porę roku. Niektóre z nadwigierskich miejscowości posiadały nadane ukazem carskim tzw. "brzegowe". Prawo legalizowało łowienie ryb przez mieszkańców przy swoim odcinku. W Bryzglu brzegowe dotyczyło prawdopodobnie 1350 metrów, gdzie mieszkańcy mogli legalnie łowić ryby. Po przyłączeniu tych ziem do Polski, brzegowe zostało zlikwidowane.
W jakimś czasie oprócz Bryzgla położonego nad jeziorem Wigry, powstała kolonia na zachód od wsi Monkinie, około 2 km od Bryzgla właściwego. Mieszkało tam około 10 rodzin.
W 1921 roku we wsi było 28 domów. Podczas II wojny światowej rzędowa zabudowa wsi została spalona.
Obecnie Bryzgiel jest wsią turystyczną.

## Turystyka
W Bryzglu znajdują się gospodarstwa agroturystyczne oraz wieża widokowa na jezioro Wigry z wyspami Ordów, Ostrów i Krowa.